# Faito
A Faito (olaszul Monte Faito) a Sorrentói-félszigeten húzódó Lattari-hegység egyik csúcsa. Magassága 1131 m. Elsősorban mészkőrétegek építik fel, amelyek közé vulkáni rétegek ékelődnek. A hegycsúcs Castellammare di Stabia és Vico Equense települések között fekszik. Az előbbiből siklóvasút visz fel a hegycsúcsra. 
A hegy tetején adótorony áll, amely a Rai műsorait sugározza.

## Képek

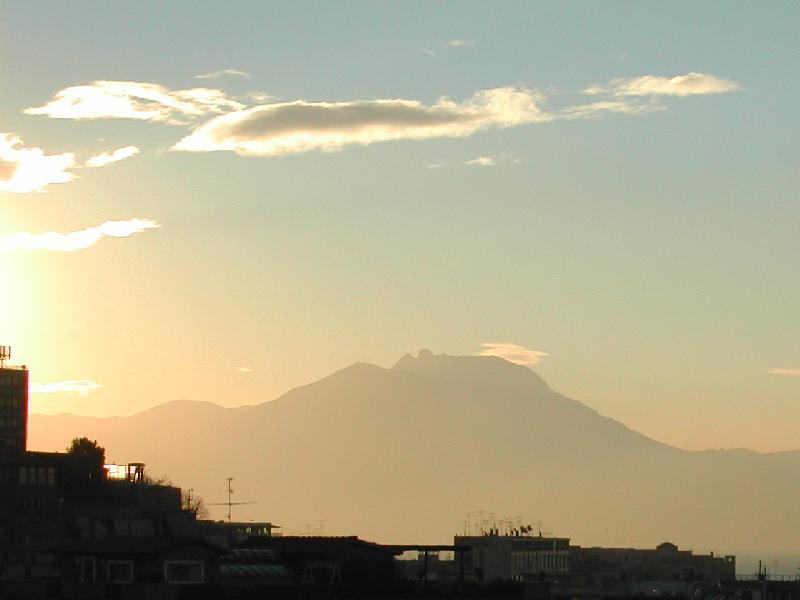
A Faito Nápolyból
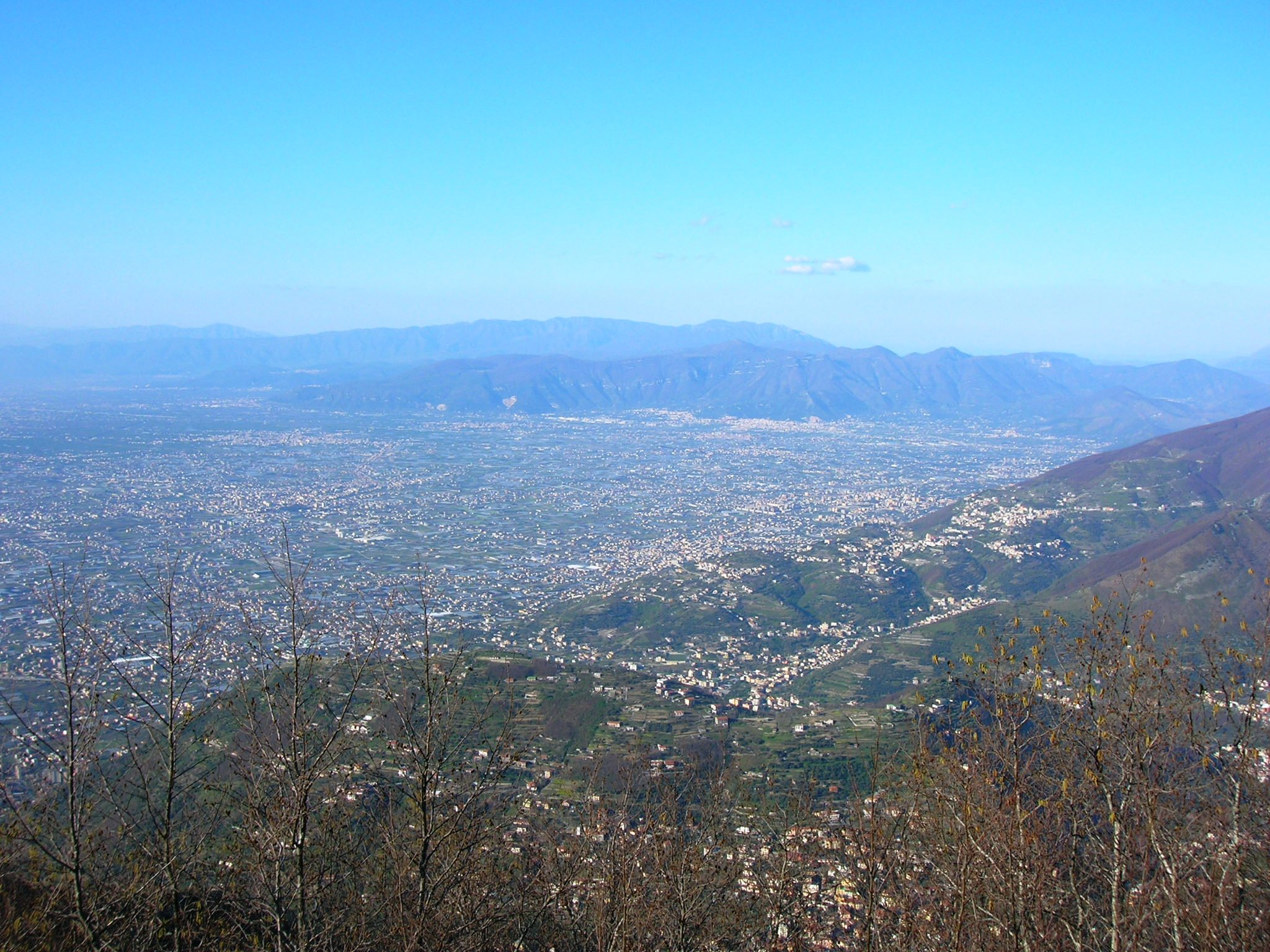
Kilátás a hegyről
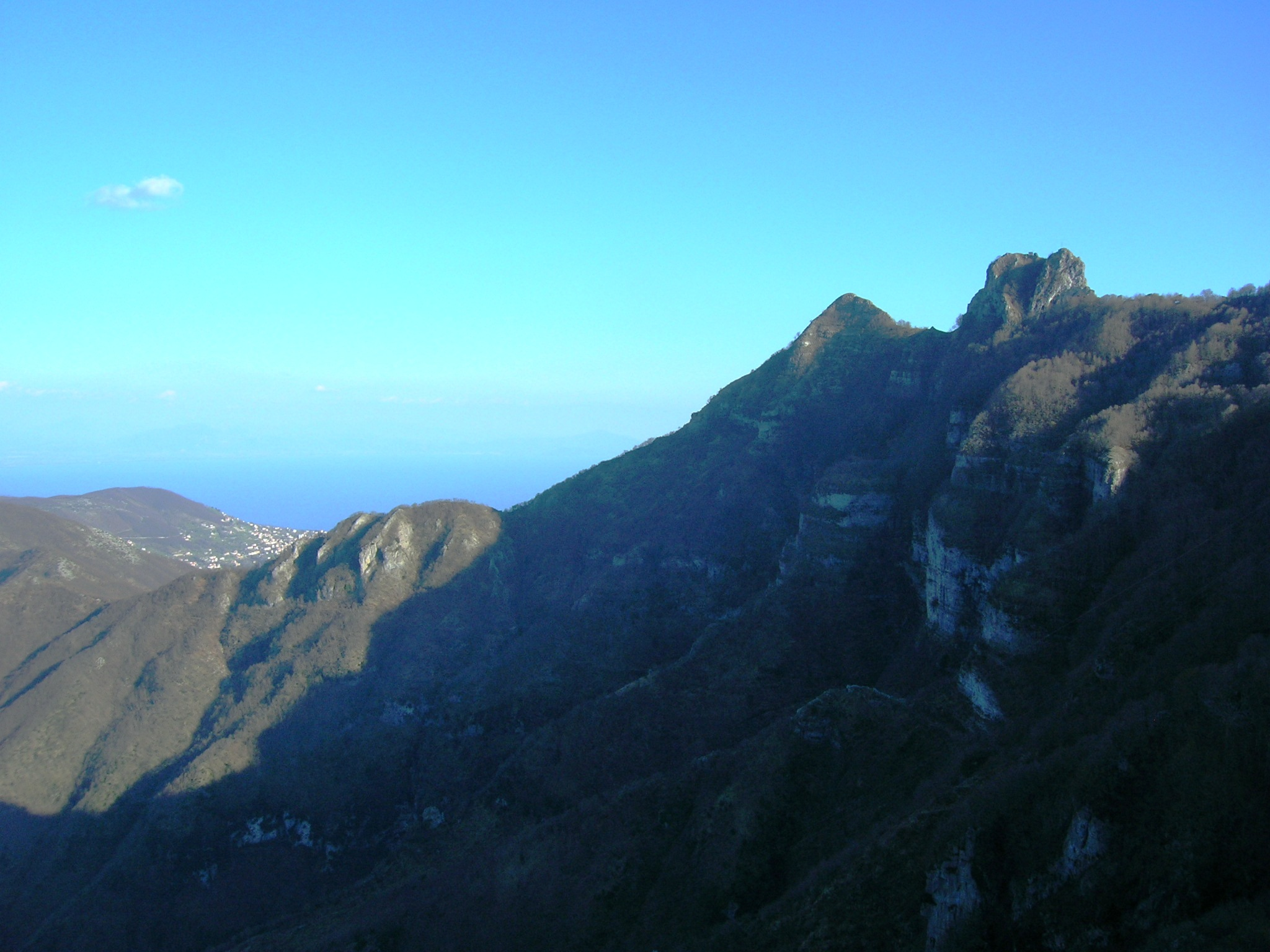
A Faito
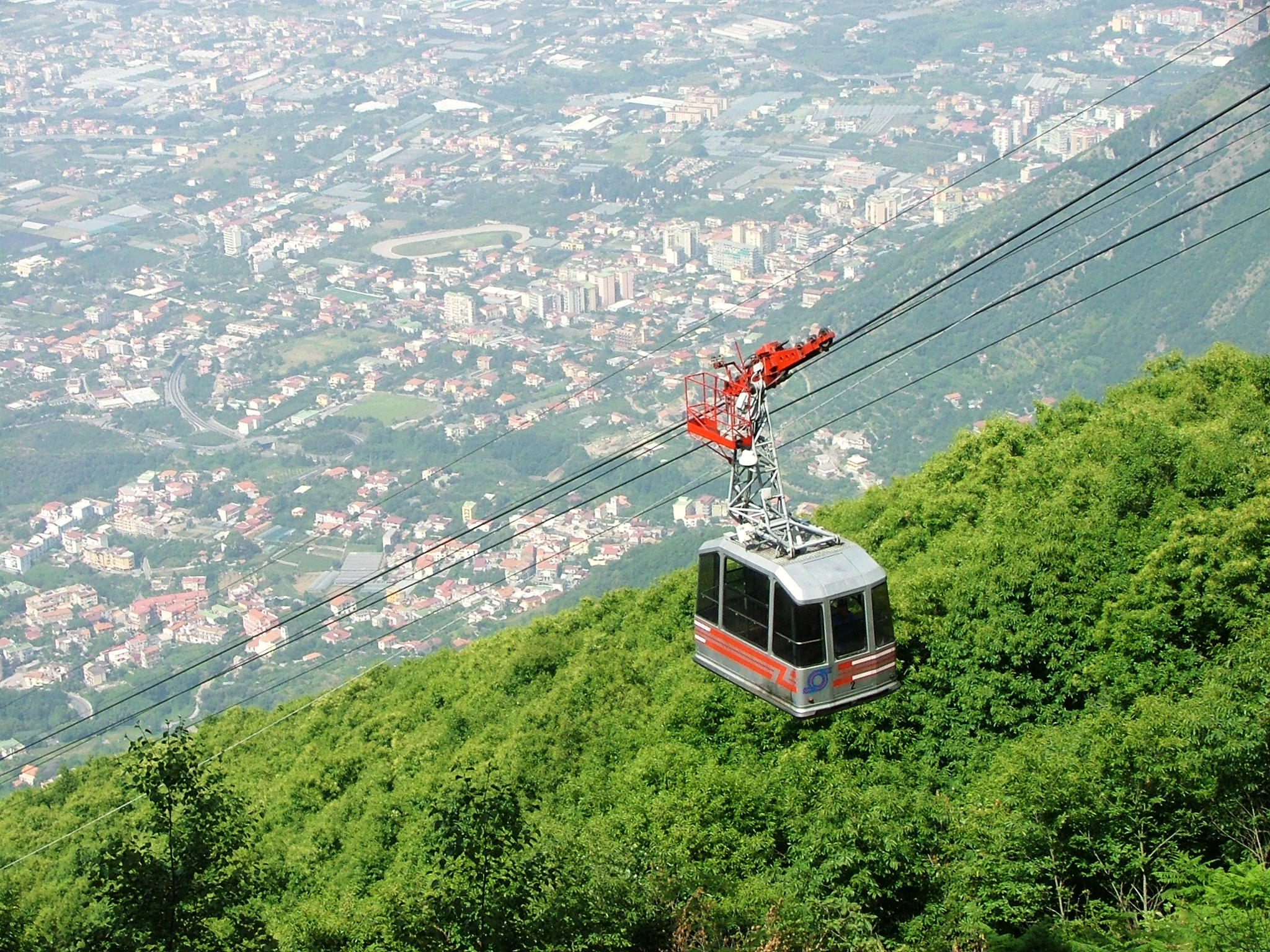
Lanovka megy fel a hegyre
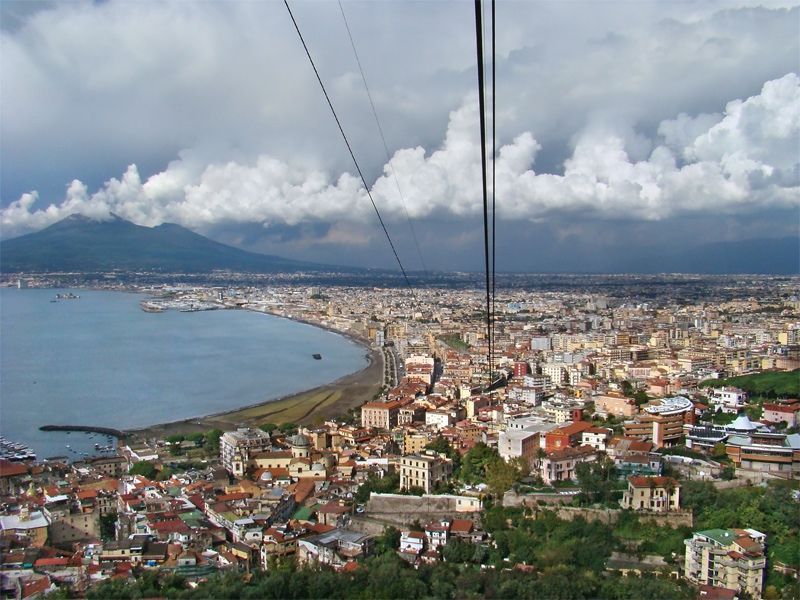
Kilátás a Lanovkából
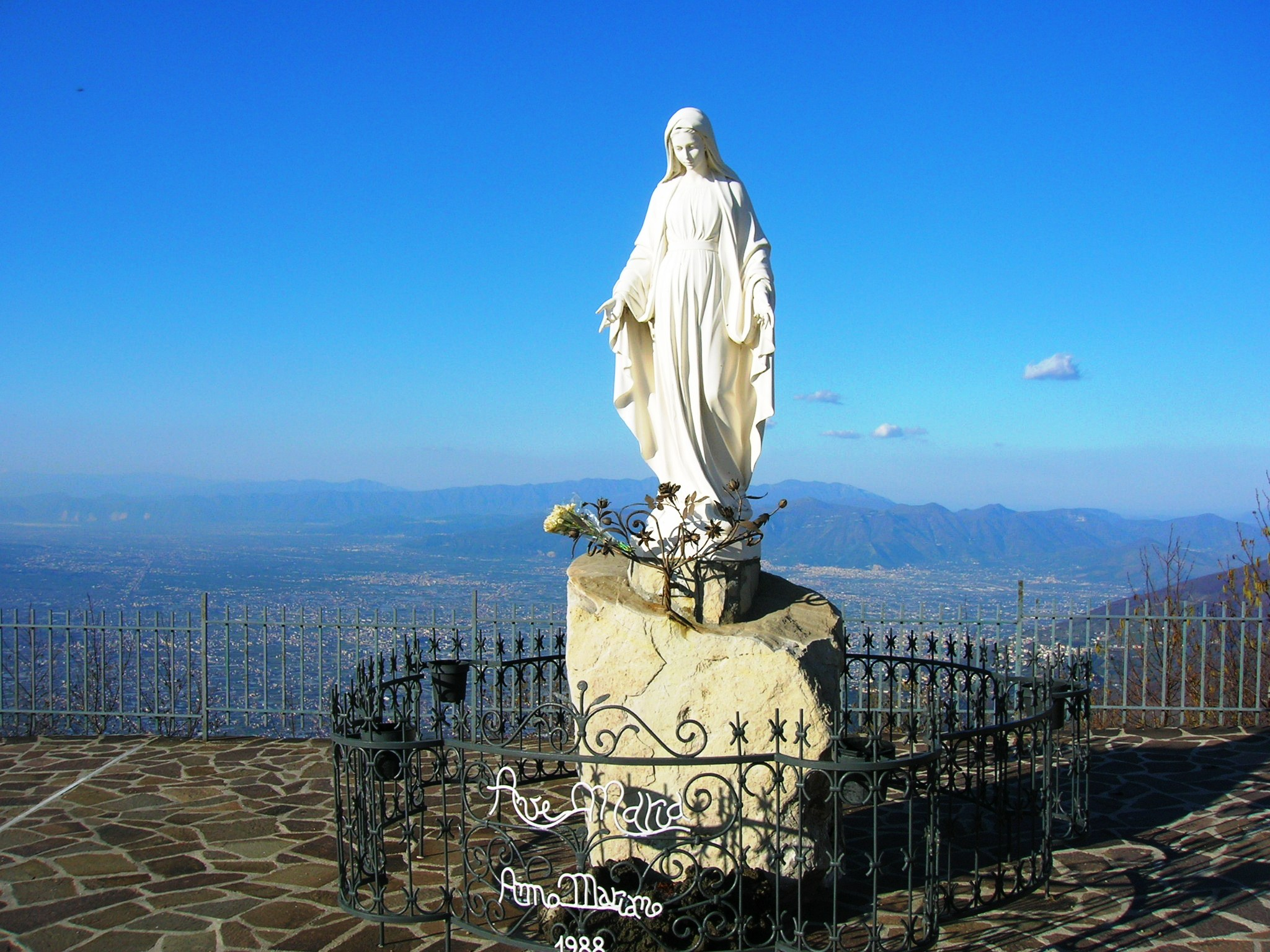
Szűz Mária szobra